# Cromarty
Cromarty (Schots-Gaelisch: Cromba) is een koninklijke Burgh in het graafschap Ross and Cromarty in de Schotse Hooglanden die ligt aan de baai Cromarty Firth. Invergordon ligt aan de overkant van de baai zo'n 8 kilometer (5 mijl) van Cromarty.

## Toponymie
De naam Cromarty komt van ofwel de Gaelische woorden crom (bochtig) en bati (baai) en betekent dan bochtige baai of van de woorden crom en àrd (hoogte) wat dan zou maken kromming tussen de hoogten, verwijzend naar de hoge rotsen rond de baai.

## Geschiedenis
Cromarty was de vroegere "hoofdstad" van het gelijknamige graafschap Cromartyshire totdat het in 1918 werd samengevoegd met Ross-shire met vorming van het graafschap Ross and Cromarty.
De stad groeide rond zijn haven, die vroeger door veerboten, uitvoeren van plaatselijk gekweekte hennepvezel en voor trailers voor haringvangst werd gebruikt.
Tijdens de Eerste Wereldoorlog was de haven een Britse zeebasis waar HMS Natal ontplofte op 30 december 1915 met vele doden tot gevolg.